# Bolenge
Bolenge este un oraș din Republica Democrată Congo.